# Rebiana
Rebiana (o Rabiana, Rabyanah, chiamato anche Erbehna, in arabo موزي or ربيانة‎?   ), in lingua tedaga chiamato Muzui o Mouzi (nome originale del luogo), è un'oasi nel deserto libico nel distretto di Cufra della Libia, a circa 120 km a ovest di El Tag.
Su un lato dell'oasi, che presenta molte palme e alberi di mango, c'è un lago salato e una catena di colline; dall'altro lato sono presenti dune di sabbia. Sul bordo settentrionale dell'oasi c'è un villaggio con una zāwiya. Gli abitanti nativi sono membri del popolo Toubou; anche i popoli di Al Tawatia e Bazama si sono stabiliti nel luogo.